# Chorisochismus
Chorisochismus is een monotypisch geslacht van straalvinnige vissen uit de familie van schildvissen (Gobiesocidae). Het geslacht is voor het eerst wetenschappelijk beschreven in 1846 door Brisout de Barneville.

## Soort
- Chorisochismus dentex (Pallas, 1769)